# راكيل ديل روزاريو
راكيل ديل روزاريو (بالإسبانية: Raquel del Rosario)‏ هي ملحنة ومغنية إسبانية، ولدت في 3 نوفمبر 1982 في تيرور في إسبانيا.

## وصلات خارجية
- راكيل ديل روزاريو على موقع IMDb (الإنجليزية)
- راكيل ديل روزاريو على موقع ميوزك برينز (الإنجليزية)
- راكيل ديل روزاريو على موقع ديسكوغز (الإنجليزية)
- راكيل ديل روزاريو على موقع قاعدة بيانات الفيلم (الإنجليزية)